# Boris Henry
Boris Henry, född den 14 december 1973 i Völklingen, en tysk före detta friidrottare som tävlade i spjutkastning.
Henrys genombrott kom när han slutade tvåa vid VM för juniorer 1992. Hans första mästerskap som senior var VM 1993 där han inte tog sig vidare till finalen. Vid VM 1995 i Göteborg blev det emellertid en medalj då hans 86,08 räckte till en bronsmedalj.
Henry deltog även vid Olympiska sommarspelen 1996 i Atlanta där han slutade på en femte plats. Vid både VM 1997 och VM 1999 slutade han sexa. Vid Olympiska sommarspelen 2000 var han åter i final och slutade på sjunde plats. Under EM 2002 i München blev det en bronsmedalj efter ett kast på 85,33. Samma placering blev det vid VM 2003 i Paris, denna gång efter ett kast på 84,74.
Henry kvalificerade sig till Olympiska sommarspelen 2004 men valde att inte delta. Efter OS avslutade han sin aktiva karriär.

## Personligt rekord
- 90,44 från 1997